# Вератіка
Вератіка (рум. Văratica) — село у повіті Вилча в Румунії. Адміністративно підпорядковане місту Брезой.
Село розташоване на відстані 174 км на північний захід від Бухареста, 26 км на північ від Римніку-Вилчі, 118 км на північ від Крайови, 109 км на захід від Брашова.

## Населення
За даними перепису населення 2002 року у селі проживали 76 осіб. Рідною мовою 74 особи (97,4%) назвали румунську.
Національний склад населення села:
| Національність | Кількість осіб | Відсоток |
| -------------- | -------------- | -------- |
| румуни         | 70             | 92,1%    |
| угорці         | 6              | 7,9%     |